# 卡氏两极虫
卡氏两极虫（学名：Myxidium kagayamai）为两极科两极虫属的动物。分布于俄罗斯、日本以及辽宁、四川等，营寄生生活，寄生在泥鳅的肝、肾、胆囊。